# Linia kolejowa 120 Budapest – Újszász – Szolnok – Lőkösháza
Linia kolejowa Budapest – Újszász – Szolnok – Lőkösháza – główna linia kolejowa na Węgrzech. Jest to linia dwutorowa, w całości zelektryfikowana, sieć jest zasilana napięciem zmiennym 25 kV 50 Hz. Jest to linia jedna z najdłuższych na ziemi węgierskiej.

## Historia
Linia została oddana do użytku 25 października 1858 roku, jest to jedna z pierwszych linii na Węgrzech.